# Zbigniew Paleta
Zbigniew Paleta - nasceu em (Cracóvia, Polônia, 13 de Maio de 1942) é um músico (violinista), compositor e ator. Em 1980, emigrou para Cidade do México com sua esposa Barbara Paciorek Paleta e suas filhas, Dominika Paleta e Ludwika Paleta onde passou a residir até o presente momento.

## Biografia
O Polônes Zbigniew Paleta é um violinista e compositor de telenovelas e de cinema do México. Ele desempenhou, entre outros trabalhos obras com Ewa Demarczyk e Marek Grechuta e Anawa.
Dirigiu também a musical para a triligia francesa Três Cores (vermelho, branco e azul).

## Prêmios
- Prêmio Ariel em 1998 da Academia Mexicana de Cinema
- Libre de culpas... Musical Pontuação
- Libre de culpas... Melhor música

## Álbuns
- EL Tri (Sinfónico, celebrando los 30 años de El tri) ... primeiro violinista
- El Tri MTV Unplugged... violinista

## Telenovelas
- Prisionera de amor (1994)

## Filmes

### México
- Knórosov. El desciframiento de la escritura Maya (2000)... música original
- Brisa de Navidad (1999)... música original
- Al borde (1998)... música original
- Libre de culpas (1996)... música original
- 4 maneras de tapar un hoyo (1995)... música original

### Polônia
- Trzy kolory: Bialy (1994)... diretor
- Miroslava (1993)... violinista

## Ligações Externas
- Zbigniew Paleta. no IMDb.
- Three Colors: Blue soundtrack da Amazon.com
- El Tri Unplugged[ligação inativa] da MTV